# Gipsabgusssammlung der Universität Leipzig
Die Gipsabgusssammlung des Antikenmuseums der Universität Leipzig zählte vor dem Zweiten Weltkrieg zu den vollständigsten und bedeutendsten Sammlungen ihrer Art in Deutschland und rangiert auch heute, trotz erheblicher Kriegsverluste, noch immer unter den größten universitären Abgusssammlungen. Sie umfasst knapp 700 Gipsabgüsse griechischer und römischer Antiken aus allen bedeutenden archäologischen Sammlungen Europas und allen historischen Epochen des Altertums. Einen Großteil des Bestandes machen Abgüsse von Kleinplastiken und Portraitköpfen aus, doch schließt die Sammlung auch circa 100 bis 115 Großplastiken, Figurengruppen und Reliefs mit ein. Hier liegt der Schwerpunkt auf Werken des Hellenismus beziehungsweise römischen Kopien nach hellenistischen Vorbildern. 

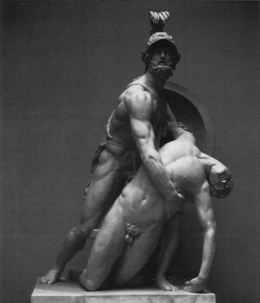
Gipsabguss der Pasquino-Gruppe in der Rekonstruktion von Bernhard Schweitzer

## Anfänge der Leipziger Abgusssammlung (1836–1846)
1834 konstituierte sich die sog. „Antiquarische Gesellschaft“ an der Universität Leipzig und förderte die Bereitstellung einer Lehrsammlung für die Studierenden. Bis dahin war in der universitären Lehre zunächst hauptsächlich mit Kupferstichen nach antiken Originalplastiken gearbeitet worden, doch mit der zunehmenden Bedeutung des Faches und der stetig anwachsenden Popularisierung archäologischer Studien im frühen 19. Jahrhundert wurde die Anschaffung von Abgüssen und Originalen für Lehre und Forschung unerlässlich. Nachdem die Universitäten Tübingen, Göttingen und Bonn längst mit solchen Sammlungen ausgestattet waren, wurde in Leipzig auf Betreiben des Philologen Johann Gottfried Hermann (1772–1848) ab 1837 erstmals ein zunächst befristeter, ab 1841 aber regelmäßig bewilligter Etat von 200 Talern vom Unterrichtsministerium hierzu bereitgestellt.
Die ersten Ankäufe erfolgten durch das persönliche Engagement des Altertumsforschers Wilhelm Adolf Becker (1796–1846), der 1836 an den Lehrstuhl für Klassische Archäologie in Leipzig berufen worden war und 1840/41 die ersten griechischen Vasen und 13 Gipsabgüsse für die Sammlung erwarb. Sie wurden zunächst provisorisch im ehemaligen Konviktsaal des Mittelpaulinums der Universität Leipzig untergebracht, bis sie 1843 ins Erdgeschoss des sogenannten Fridericianums in der Schillerstraße umgesetzt wurden. Hier entstand im Laufe der Zeit ein erstes Antikenmuseum, das nicht nur als Lehr- und Studiensammlung diente, sondern von Beginn an auch der Öffentlichkeit zugänglich war (wenn auch nur zwei Stunden wöchentlich).

## Weiterer Aufbau und Nutzung der Abgusssammlung (1847–1895)
Auch der Philologe, Archäologe und Musikwissenschaftler Otto Jahn (1813–1869), der von 1847 bis 1850 die Professur am Institut innehatte und dessen Engagement bereits die Universität Kiel und später auch die Universität Bonn Teile ihrer Abgusssammlungen verdankten, führte der Leipziger Antikensammlung weitere wichtige Stücke zu. 
Hatte er sich jedoch primär dem Ankauf antiker Originale (z. B. Erzeugnisse des etruskischen Kulturkreises und Terrakottastatuetten) gewidmet, so beschränkte sich sein Nachfolger Johannes Overbeck (1826–1895) ab 1853 ausschließlich auf den Erwerb von Gipsen. Sein Ziel war die „Herstellung einer möglichst vollständigen Reihenfolge kunstgeschichtlich charakteristischer, namentlich aber […] datierbarer Monumente“.  Bereits 1854/55 hielt er erste Vorlesungen „Ueber auserlesene Kunstdenkmäler, im Anschluß an das akademische Museum“ und im Jahr darauf eine „Erklärung des akademischen Gypsmuseums“, die er regelmäßig im Sommersemester wiederholte. 1864 gab er eine Lehrveranstaltung zur „Geschichte der bildenden Künste bei den Griechen, unter Benutzung des akademischen Gypsmuseums“. Overbeck verfolgte demnach eine systematische Integration der Gipse in die archäologische Lehre und prägte damit den hervorragenden Rang der Leipziger Abgusssammlung unter den deutschen Universitätssammlungen der zweiten Hälfte des 19. Jahrhunderts.
Aufgrund ihrer nunmehr erheblichen Größe – die Sammlung umfasste mittlerweile über 850 Abgüsse – musste sie 1881 vom Fridericianum in das Augusteum am Augustusplatz umziehen, wo sie chronologisch bzw. nach stilistischen Aspekten geordnet werden konnten.

## Die Blütezeit der Abgusssammlung unter Franz Studniczka (1896–1929)
Overbecks Nachfolge trat 1896 Franz Studniczka (1860–1929) an, der die Sammlung während seiner dreißigjährigen Amtszeit ebenfalls erweiterte und intensiv in der Lehre einsetzte. Studniczka schaffte es, zahlreiche Förderer für die Antikensammlung zu gewinnen, die den Bestand durch Ankäufe und Schenkungen stetig vermehrten. 
Ihm ist auch die Vollendung des Umzugs des Archäologischen Instituts in die großzügigen Räume im neuen Universitätsbau zu verdanken, der bereits unter Overbeck geplant worden war. Hier konnte die Sammlung auf 1400 m² Fläche nicht nur angemessen ausgestellt werden, sondern sie verfügte auch über erste eigene Depots und Werkstätten. Diese wurden unter Studniczka auch dazu genutzt, anhand der Gipse Ergänzungsversuche zu unternehmen, die am Original natürlich irreversible Veränderungen nach sich gezogen hätten. So rekonstruierte er 1907–1911 beispielsweise erfolgreich die Artemis-Iphigenie-Gruppe aus der Ny Carlsberg Glyptotek anhand ihres Gipsabgusses.

## Die Zeit nach Studniczka (1929–1945)
Studniczka folgten sein Schüler Herbert Koch (1880–1962) und der Archäologe Bernhard Schweitzer (1892–1966), die die Sammlung in der bisherigen Tradition weiterführten und bewahrten. Schweitzer nutzte auch die von Studniczka eingerichtete Werkstatt weiter und rekonstruierte hier u. a. die berühmte Pasquino-Gruppe anhand des Leipziger Gipses.
In den 1930er Jahren hatte die Sammlung jedoch bereits erste Probleme zu bewältigen. So gerieten Gipsabgüsse bereits zu Beginn des 20. Jahrhunderts aufgrund ihrer als mangelhaft empfundenen optischen Qualitäten ins Abseits des öffentlichen Interesses. Auch reduzierte sich die Zahl der Stiftungen in der Zeit des Nationalsozialismus merklich. 
Ein Großteil der Sammlungsräume wurde schließlich durch die Bombenangriffe im Dezember 1943 völlig zerstört. Zahlreiche Originale und Abgüsse waren nicht mehr rechtzeitig ausgelagert worden und fielen zusammen mit einem Teil der Bestandsdokumentation dem Krieg zum Opfer. Von den ursprünglich mehr als 2000 Abgüssen konnten später nur etwa 600 aus den Trümmern des Universitätsgebäudes geborgen und zusammen mit den ausgelagerten Originalen in die Sammlung zurückgeführt werden.

## Die Reorganisation der Sammlung 1945 bis 1968
Nachdem die stark dezimierte Sammlung erst 1955 von Herbert Koch im Oberlichtsaal des Augusteums wiedereröffnet worden war, ist sie bereits 1968 anlässlich der Sprengung des historischen Universitätskomplexes aus ihren Räumen entfernt und in ein eher provisorisches Magazin (einen ehemaligen Kohlebunker) eingelagert worden. Somit wurden ihr die museale Nutzung und auch die Aufgabe als Lehr- und Studienort entzogen. Für die nächsten beiden Jahrzehnte war die Abgusssammlung fast ohne jede konservatorische oder restauratorische Betreuung in den Depots verborgen, was erneut zu erheblichen Schäden an den empfindlichen Gipsen führte. Zudem waren der Lehrstuhl im Zuge der Hochschulreform des Jahres 1968 liquidiert und die Lehre im Fach Archäologie gänzlich eingestellt worden, sodass an eine Wiederaufnahme ihrer wichtigen Funktion auch dahingehend nicht zu denken war.

## Neubeginn 1995 bis heute
Mit dem Ende der DDR veränderte sich die politische Situation zugunsten der universitären Lehre, sodass zumindest die Originalsammlung 1994 ein neues Domizil in der Alten Nikolaischule erhielt und der Öffentlichkeit sowie den Studierenden wieder zugänglich gemacht wurde. In den Räumen des Antikenmuseums werden zu Sonderausstellungen regelmäßig auch einige bereits restaurierte Stücke der Abgusssammlung präsentiert. Auch das Institutsgebäude in der Ritterstraße dient mit seiner Schaufenstergalerie im Studiensaal der lehrinternen Nutzung der Sammlung; hier werden in regelmäßigem Wechsel Gipse kleineren Formats wie z. B. die Kaiserportraits aufgestellt. Die großen Abgüsse wie die der Laokoon-Gruppe, des Torso vom Belvedere, des Augustus von Primaporta, der Venus Medici oder der Parthenonmetopen können der Öffentlichkeit weiterhin noch nicht dauerhaft präsentiert werden. Sie sind jedoch seit 1999 unter sehr guten konservatorischen Bedingungen in einem Leipziger Depot untergebracht.

## Sammlungshighlights

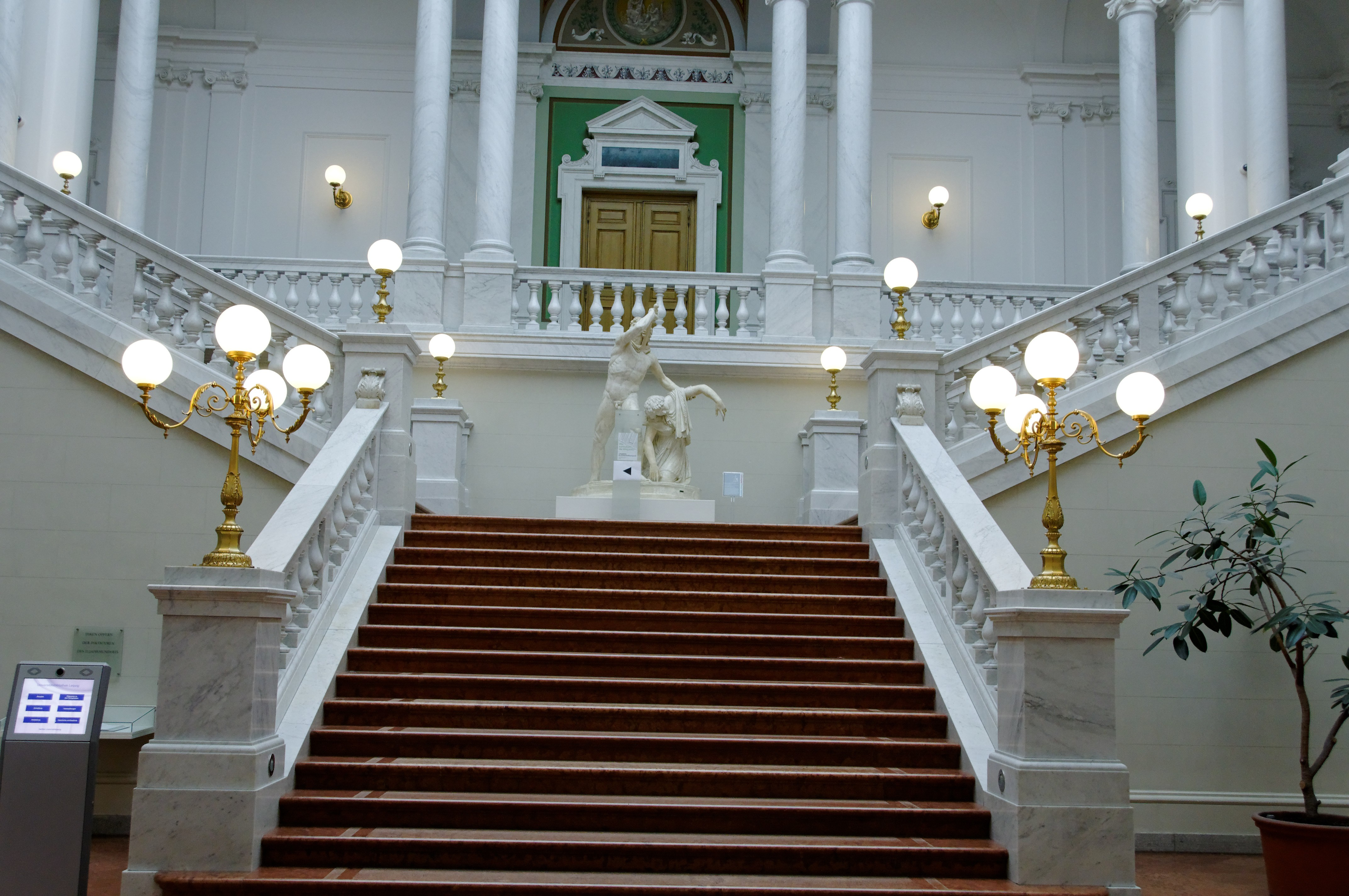
Galliergruppe Ludovisi im Lichthof der Bibliotheca Albertina

Neben den bereits genannten berühmten Stücken, findet sich in der Abgusssammlung noch immer der Abguss der sogenannten Artemis-Iphigenie-Gruppe aus der Ny Carlsberg Glyptotek in Kopenhagen, anhand dessen Franz Studniczka 1907–1911 die Gruppe rekonstruiert hatte. Weitere berühmte Stücke aus allen bedeutenden Museen der Welt wie die Kapitolinische Wölfin, die Gemma Augustea und der sog. Cameo Gonzaga, Architekturteile z. B. korinthischer Kapitelle und Säulenbasen, die Reliefs der Ara Pacis Augustae, Porträts griechischer Philosophen und Feldherren, römischer Kaiser und ihrer Familien sind in Form von Abgüssen in der Sammlung vertreten. Unter den Leipziger Studierenden ist wohl die Galliergruppe Ludovisi am bekanntesten – sie hat im Anschluss an die Wanderausstellung „fromm, fremd, barbarisch – Die Religion der Kelten“ (2002) ihre Aufstellung im Lichthof der Bibliotheca Albertina behalten.

## Aufgaben und Nutzen von Gipsabgüssen für Lehre und Forschung
Ein Abguss bietet gegenüber einer Zeichnung oder Fotografie entscheidende Vorteile in der Lehre. So können haptische Qualitäten einer Skulptur, ihre Oberflächenbeschaffenheit, Plastizität und Gesamtwirkung anhand der Abformung im Maßstab 1:1 sehr viel genauer und unmittelbarer studiert werden, als es zweidimensionale Abbildungen ermöglichen. Auch wird der Gesamteindruck nicht durch farbliche Veränderungen gestört, die z. B. am Original aus der Lagerung im Boden resultieren können. Zusätzlich bietet der Abguss Möglichkeiten wie z. B. die experimentelle Rekonstruktion ursprünglicher Farbfassungen oder Ergänzungsversuche anhand von Bruchstücken, was in Leipzig vor allem zu Beginn des 20. Jahrhunderts erfolgreich praktiziert wurde (Artemis-Iphigenie-Gruppe, Pasquino-Gruppe).

## Veröffentlichungen (Auswahl)
- Hans-Ulrich Cain, Hans-Peter Müller (Hrsg.): Laokoon – Schmerz und Leid. Graphische Arbeiten von Donald von Frankenberg, Begleitheft zur Sonderausstellung vom 14.06.–05.10.2008. Leipzig 2008.
- Hans-Ulrich Cain, Sabine Rieckhoff (Hrsg.): fromm – fremd – barbarisch. Die Religion der Kelten. Katalog der Sonderausstellung vom 14.4. bis 15.6.2002. Mainz 2002, ISBN 3-8053-2898-2.
- Hans-Ulrich Cain (Hrsg.): Aurea Aetas. Die Blütezeit des Leipziger Antikenmuseums zu Beginn des 20. Jahrhunderts. Leipzig 2009, ISBN 978-3-938543-74-0.